# Iștan-Tău, Mureș
Iștan-Tău este un sat în comuna Band din județul Mureș, Transilvania, România. Numele vine de lacul din apropierea satului Band care se numește Tăul lui Dumnezeu. Lacul s-a format in urma căderii unui meteorit și se pare că este singurul lac din Europa datat ca fiind format in urma căderii unui meteorit. Bătrânii satului povestesc că lacul s-a format pe drumul din acele timpuri și că pe acel drum s-ar fi deplasat un alai de nuntă iar la un moment dat s-au auzit bubuituri ca de tunet și s-a cutremurat pământul, s-a văzut un foc mare iar alaiul de nuntă a dispărut fiind surprins de căderea meteoritului.  In ziua de astăzi lacul este proprietate privată și este amenajat pentru pescuit sportiv.